# 644 Козіма
644 Козіма (644 Cosima) — астероїд головного поясу, відкритий 7 вересня 1907 року Августом Копфом у Гейдельберзі.